# مل گیبسون (بسکتبال)
مل گیبسون (انگلیسی: Mel Gibson؛ زاده ۳۰ دسامبر ۱۹۴۰) یک بازیکن بسکتبال اهل ایالات متحده آمریکا است.